# Вся Уфа
«Вся Уфа» — городской телевизионный канал, осуществляющий ежедневное круглосуточное вещание во всех кабельных сетях Уфы и других городов Башкортостана.

## История
5 ноября 1999 года создан Продюсерский центр «Вся Уфа» как муниципальная телекомпания при Администрации города Уфы.
21 февраля 2000 года «Вся Уфа» начинает вещание как телеканал. Первоначально сетевыми партнёрами являлись ТВ-6 Москва и ТВС, затем в 2003 году начинает вещать на частоте канала ТВ Центр.
В сентябре 2009 года выходит в эфир 17-часовой телеканал «Вся Уфа», вскоре ставший круглосуточным. До 2012 года информационные выпуски также выходили на канале «Россия 24».

## Вещание
Вещание телеканала «Вся Уфа» осуществляется в кабельных сетях «Ufanet», «Кристалл» и некоторых других, что обеспечивает качественный приём и покрытие более 80 % территории Уфы. Канал вещает 24 часа в сутки.
Телеканал вещает в Уфе, Нефтекамске, Стерлитамаке, Октябрьском, Ишимбае, Салавате и других крупных городах Башкортостана.
С 5 сентября 2019 года телеканал вещает в формате HD.

## Программы и проекты
- «Новости» — информационная программа, выходящая в прямом эфире
- «Столица» — развлекательное шоу с морем позитива, крутыми гостями, лайфхаками и экспериментами. А самое главное, это про твой город!
- «Афиша Уфы» — расписание концертов, выставок, спектаклей, кино, мастер-классов и других городских событий. Всё в одной программе!
- «Вкусно» — кулинарное шоу с сочными кадрами, где вы узнаете, что любят есть депутат, звезда Ютуба, народный артист, или даже весёлый таксист
- «Детки Бум» — программа для самых маленьких зрителей и всей всей семьи. Алинка Апельсинка вместе с экспертами отвечает на вопросы родителей, а вместе с детками – занимается творчеством и оценивает качество локальных товаров, продуктов и услуг
- «Уфа в курсе» — программа для пытливых умов, в которой эксперты из разных областей доносят сложную информацию в доступном и интересном формате – от медицины до искусства, от новейших технологий до исторических фактов
- «Хит Уфы» — программа где ведущие знакомят весь город с творчеством новых артистов и всем известных исполнителей
- «Итоги недели» — программа о главных событиях прошедшей недели
- «Радость нашего дома» — социальный проект, посвящённый воспитанникам уфимского дома ребёнка
- «Уфа рулит» — совместный проект продюсерского центра «Вся Уфа» и детской школы телевидения «Телешко»
- «Вся Уфа на Business FM» — совместный проект продюсерского центра «Вся Уфа» и радиостанции «Business FM»
- «Герой нашего времени» — проект, рассказывающий о героях не только из республики Башкортостан, но и со всей России

## Награды
Сотрудники телекомпании получали Орфеев премии ТЭФИ-регион четыре раза — в 2007, 2008, 2010 и 2019 годах. В 2005 году престижные премии в области связей с общественностью «Серебряный лучник» и «Белое крыло» получил социальный проект «Дворник и его команда». Продюсерский центр неоднократно получал от государственных и общественных организаций благодарственные письма за поддержку многочисленных общественно-значимых проектов.